# Ліницький Петро Іванович
Петро Іванович Ліницький (23 листопада 1839, Лебедин, Харківська губернія (нині Сумська область) — 13 червня 1906, Київ) — філософ, професор.

## Біографія

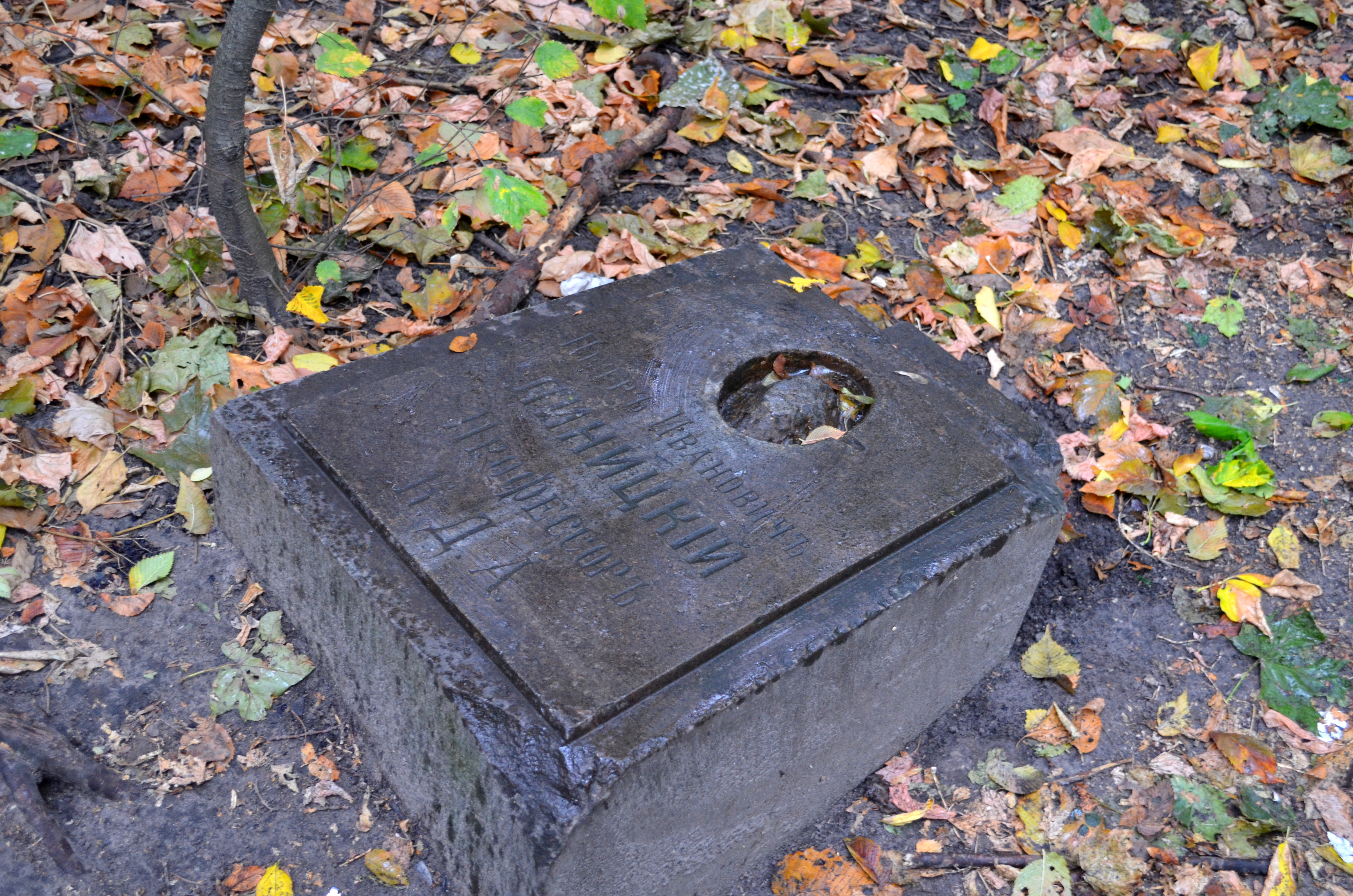
Напівзруйнований надгробок з могили Ліницького на території кладовища Флорівського монастиря. 2019 рік

Ліницький Петро Іванович народився 23 листопада 1839 року в місті Лебедин Харківської губернії (нині Сумської області) в сім'ї священика Харківської єпархії. Петро Іванович навчався в Охтирському духовному училищі та Харківській духовній семінарії. У 1865 закінчив Київську духовну академію. Його однокурсником був письменник І. Нечуй-Левицький. По закінченні семінарії Ліницький там же і працював. У 1865 році викладав філософію. Від 1869 року — доцент, від 1905 року — заслужений професор філософії. Водночас він від 1869 року був завідувачем кафедри історії філософії, від 1887 року — завідувачем кафедри логіки та метафізики. Петро Ліницький вивчав проблеми історії філософії, релігії, етики, естетики та літературознавства.

## Внесок у розвиток філософії
Ліницький Петро Іванович визнавав наявність двох початків — матерії та духу. Він людину розглядав як єдність її матеріального тіла і духу Петро Іванович вважав, що протягом усієї історії філософії триває боротьба ідеалізму та реалізму. філософ важливу роль у вихованні людини надавав духовному фактору. Він вважав, що людина є діяльною істотою, а її праця є джерелом добробуту. Вчений заперечував революції та революційні перетворення, доводив вагу морального вдосконалення особи та суспільства.

## Філософські ідеї
Петро Ліницький вважав, що буття для нас переважно є те, що відкривається у зовнішньому досвіді, тоді як пізнання є предмет внутрішнього досвіду. Він зазначав, що релігійна віра не виключає свободи дослідження, оскільки її основним завданням є незмінне збереження істини, тієї віковічної істини, яка викладається людству заповітами християнства. Філософу Ліницькому властиве усвідомлення значення категорій з урахуванням їх змісту і того, що проявляється за ним. Діяльність він поділяв на практичну і теоретичну. Ці види діяльності, за його словами, специфічні, відрізняються один від одного, однак в живій меті існування людини пов'язані між собою. Розкриваючи зміст першого виду діяльності, П. Ліницький зазначає, що всяка справа потребує для досягнення мети відповідних засобів. Для Петра Ліницького людина, що займається теоретичною діяльністю, робить свою справу за внутрішнім потягом, вимагає не тільки індивідуальної свободи, а й свободи слова. Ліницький вважав, що ідеї мають бути під контролем суспільства, а тому вимагати абсолютної свободи слова у, наголошуючи при цьому, що принцип свободи без матеріального забезпечення є ілюзією. Петро Ліницький стверджував необхідність релігійної віри, але він був противником релігійного фанатизму. Основне завдання релігії він вбачав у вихованні людей, підтримці в них свідомості обов'язку, любові до істини. Філософ вбачав певну суперечність православ'я у вимозі ним постійного обмеження особистої свідомості і особистої суб'єктивної свободи.

## Наукові праці
- Общий взгляд на философию // Тр. Киев. духов. академии. 1867. Т. 4
- Обзор философских учений. К., 1874
- Идеализм и реализм. Х., 1888
- Мышление научное и ненаучное. Х., 1894
- Основные вопросы философии. Опыт систематического изложения философии. К., 1901
- Пособие к апологетическому богословию. Философия веры. К., 1904
- Славянофильство и западничество. К., 1904
- О воспитании // Вера и Разум. 1908
- Сочинения: В 5 т. Т. 1. Мелитополь, 2012.

## Досягнення
- 1905 — присвоєно звання — заслужений професор філософії.